# Lourdes Oñederra
Miren Lourdes Oñederra Olaizola (* 9. červen 1958, San Sebastián) je baskická filoložka a baskicky píšící spisovatelka.

## Život
Vystudovala španělskou filologii, posléze získala doktorát v oblasti filologie baskické. Působí jako profesorka fonologie na filozofické fakultě Universidad del País Vasco (UPV) v Baskicku. Její literární prvotina, Eta emakumeari sugeak esan zion, byla uveřejněna v roce 1999. Krátce poté následovala kniha Intemperies: (Babes bila).